# Мартин Геритсон де Фриз
Мартин Геритсон де Фриз (на нидерландски: Maarten Gerritszoon de Vries) (18 февруари 1589 – края на 1646) е холандски мореплавател.

## Биография
Роден е вероятно в Харлинген, Холандия и дълги години прекарва на остров Тайван и Малайския архипелаг.
През 1643 г. всемогъщия губернатор на Холандска Източна Индия Антон Ван Димен организира нова експедиция за търсене на „златни и сребърни острови“ в японски води, начело на която поставя Мартин Геритсон Фриз. В негово разпореждане са му дадени два кораба „Кастрикум“ (около 400 т), на който издига своя флаг и „Брескенс“ (около 300 т), с капитан Хендрик Корнелисзон Схеп. На 3 февруари 1643 г. експедицията тръгва от Батавия (сега Джакарта) към бреговете на Япония. Първият японски остров Коджима (33°06′ с. ш. 139°47′ и. д. / 33.1° с. ш. 139.783333° и. д.) е достигнат на 20 май, а на следващия ден по време на буря корабите се разделят. Фриз повежда своя кораб на север, покрай източния бряг на остров Хоншу и на 6 юни достига до нос Еримо (41º 55` с.ш., южната част на остров Хокайдо), където холандците осъществяват първата си среща с местните жители – айните.
От там Фриз продължава на североизток и на 13 юни, на 45º 30` с.ш. в Курилските о-ви открива протока Фриз (отделящ островите Итуруп – 6725 км2 и Уруп – 1500 км2, открити от него), където корабът хвърля котва и престоява там пет дни. На 27 юни в Охотско море Фриз достига до 48º с.ш., но поради противните ветрове се връща на юг до Хокайдо, като на 1 юли открива остров Кунашир с вулкана Тятя (1819 м) и вулкана Берутарубе (1223 м) на остров Итуруп и протока Екатерина между тях. Там, на северозападния край на остров Кунашир, корабът престоява осем дни, като холандците изследват част от острова и теченията в протока Екатерина.
След това Фриз решава да продължи плаването си към Татария (Източна Азия), завива на северозапад и на 14 юли е открита земя, на която на 16 юли корабът хвърля котва. Тази земя се оказва западното крайбрежие (залива Анива) на остров Сахалин и там холандците са гостоприемно приети от айните. След пет дни Фриз открива и заобикаля югоизточния край на Сахалин – нос Анива (46°02′ с. ш. 143°24′ и. д. / 46.033333° с. ш. 143.4° и. д.), завива на север и открива големия залив Търпение (49º с.ш.), с най-югоизточната му точка нос Търпение (48°38′ с. ш. 144°45′ и. д. / 48.633333° с. ш. 144.75° и. д.). След това холандците се опитват да се придвижат на север покрай източното крайбрежие на Сахалин, но насрещният вятър ги принуждава да завият обратно, като по този начин Фриз открива около 800 км от бреговата линия на острова.
На 5 август навлизат в Тихия океан през протока Фриз и за попълване на запасите с вода прекарват половин месец в малък залив на югоизточното крайбрежие на остров Хокайдо на 43° с.ш. На 1 септември холандците поемат на юг и на 37° с.ш. Фриз решава да търси „златните и сребърни острови“, като достига на изток вероятно до 180° и се отдалечава от бреговете на Хоншу на повече от 3200 км. Той доказва, че между 37° и 38° с.ш. няма никаква земя в океана и се връща към бреговете на Япония близо до 35° 30' с.ш., където на 9 ноември случайно се среща с „Брескенс“.
След като се разделя с Фриз Схеп поема на север покрай източните брегове на Хоншу и Хокайдо, след което се отклонява от сушата и чак между 47° и 48° с.ш. отново я вижда, като това са централните острови от Курилските о-ви. Той приема тази земя за част от Америка, но не се решава да я изследва, завива обратно и се връща при остров Хокайдо. Там, заедно с девет моряци слиза на сушата и е пленен от японците. останалите на „Брескенс“ моряци отплават на изток и между 37° и 38° с.ш. също търсят земя, като се придвижват чак на 3400 км от Япония. Случайно намерилите се два кораба, след като посещават остров Тайван на 14 декември 1643 се завръщат в Батавия.
Неговото име носи проток Фриз (45°31′ с. ш. 149°10′ и. д. / 45.516667° с. ш. 149.166667° и. д.), в Курилските о-ви, отделящ островите Уруп на североизток от Итуруп на югозапад.